# Richard Brody
Richard Brody (nacido en 1958) es un crítico de cine estadounidense que escribe para The New Yorker desde 1999.

## Vida familiar y educación
Brody creció en Roslyn, Nueva York. Es étnicamente judío y se ha identificado personalmente como ateo. Brody asistió a la Universidad de Princeton y recibió una licenciatura en literatura comparada en 1980. Se interesó por el cine por primera vez después de ver la película seminal de Nouvelle vague de Jean-Luc Godard, À bout de souffle, durante su primer año en Princeton.
A principios de la década de 1980, después de graduarse de la universidad, Brody vivió brevemente en París. Es autor de una biografía de Godard.
Brody tiene dos hijos con su esposa, Maja, quien emigró a los Estados Unidos desde Yugoslavia.

## Carrera
Antes de convertirse en crítico de cine, Brody trabajó en documentales y realizó varias películas independientes. En diciembre de 2014, fue nombrado Chevalier (Caballero) de la Orden de las Artes y las Letras por sus contribuciones a la popularización del cine francés en Estados Unidos.

### Películas favoritas
Brody participó en la encuesta de críticos de Sight & Sound de 2012, donde enumeró como sus diez películas favoritas las siguientes:
- Gertrud (Dinamarca, 1964)
- El gran dictador (Estados Unidos, 1940)
- Maridos (Estados Unidos, 1970)
- Viaggio in Italia (Italia, 1954)
- King Lear (Estados Unidos, 1987)
- Der Letzte Mann (Alemania, 1924)
- Marnie (Estados Unidos, 1964)
- Playtime (Francia, 1967)
- La regla del juego (Francia, 1939)
- Shoah (Francia, 1985)

### Mejores películas del año
- 2007: Elogio del amor
- 2008: Naturaleza muerta
- 2009: Fantastic Mr. Fox
- 2010: Shutter Island
- 2011: The Future
- 2012: Holy Motors y Moonrise Kingdom
- 2013: El lobo de Wall Street
- 2014: El Gran Hotel Budapest
- 2015: Chi-Raq
- 2016: Little Sister
- 2017: Get Out
- 2018: Madeline's Madeline
- 2019: El irlandés
- 2020: Kajillionaire
- 2021: The French Dispatch[9]
- 2022: Benediction